# 下奥斯贝根
下奥斯贝根（法語：Niederhausbergen，发音：[nidəʁ.ausbɛʁgən]），或纯音译作尼德奥斯贝根，是法国下莱茵省的一个市镇，属于斯特拉斯堡区和厄奈姆县（Hœnheim）。该市镇总面积3.06平方公里，2009年时的人口为1318人。

## 地名
该地名Niederhausbergen来源于德语，前缀“Nieder-”在德语中意为“下”，且该地通过中奥斯贝根（Mittelhausbergen，前缀“Mittel-”在德语中意为“中”；此地或纯音译作“米特劳斯贝根”）与上奥斯贝根（Oberhausbergen，前缀“Ober-”在德语中意为“上”；此地或纯音译作“奥伯奥斯贝根”）相连。

## 人口
下奥斯贝根人口变化图示